# 自由民主党の友好団体
自由民主党の友好団体（じゆうみんしゅとうのゆうこうだんたい）は、2010年（平成22年）1月24日にグランドプリンスホテル赤坂で行なわれた、第77回自由民主党定期党大会をはじめ党大会で『友好団体（本部推薦）』として表彰された諸団体である。その後はwebなどでは公開されていないが、2014年の第81回党大会での表彰友好団体表彰において序列第一位は日本行政書士政治連盟であったことが知られている。
広義には自民党の友好団体とは自民党との交流窓口がある団体をいう。多くの団体自民党のみを単独固定で支持する団体ではなく、利害調整・政策実現の目的で、職域団体などのように思想色が必ずしも強くない多くの団体は、自民党以外にも野党へも政治献金をし、自団体の政策実現のために組織内候補や推薦候補を擁立している。事例として、連合は政策実現のために自民党とも民進党とも窓口をもって交流をしている。
自民党党組織運動本部長の山口泰明の2017年インタビューによれば「労政局は連合をはじめとする労働組合と地道な交流を続けてきました。政策協議が5年ぶりに復活したのは、連合執行部が野党に寄りすぎた立ち位置を修正しようとしているから」という。
また同インタビューで山口泰明が明らかにしたところによると、
| 自民党組織運動本部 - 団体総局、地方組織・議員総局、女性局、青年局、労政局、遊説局の6局がある - 自民党員の数は1997年以降16年連続減少、最小時には73万人(当時野党)、2014年89万人、2015年98万人となる - 団体総局には15関係団体委員会がある - 自民党の友好団体は約530の友好団体である - 15関係団体委員会の各正副委員長が約530の友好団体へ出向き関係を構築する - 予算・税制などの政策懇談会を開催する - 開催された政策懇談会の中で、協議会加盟団体の要望を受ける - 労政局は連合と政策協議(雇用政策等)を行う |

## 15関係団体委員会
- 2022年3月3日現在[3]。

| 委員会名                           | 委員長     | 副委員長 |
| ---------------------------------- | ---------- | --- |
| 法務・自治関係団体委員会           | 門博文     | 井出庸生 白須賀貴樹 藤原崇 山下貴司 滝波宏文 豊田俊郎 堀井巌 山下雄平 三浦靖                                                             |
| 財政・金融・証券関係団体委員会     | 古賀篤     | 井上貴博 井林辰憲 小倉將信 小田原潔 鬼木誠 武村展英 藤丸敏 馬場成志                                                                      |
| 教育・文化・スポーツ関係団体委員会 | 大岡敏孝   | 堀井学 古田圭一 畦元将吾 出畑実 中曽根康隆 太田房江 今井絵理子                                                                           |
| 社会教育・宗教関係団体委員会       | 中谷真一   | 池田佳隆 菅家一郎 山田賢司 酒井庸行 |
| 厚生関係団体委員会                 | 長坂康正   | 石崎徹 黄川田仁志 田畑裕明 長尾敬 木村弥生 安藤高夫 泉田裕彦 木村哲也 穂坂泰石田昌宏 島村大 小川克巳 自見英子 宮島喜文 本田顕子          |
| 環境関係団体委員会                 | 三木亨     | 金子万寿夫 福山守 高木啓 百武公親 滝沢求                                                                                                 |
| 労働関係団体委員会                 | 勝俣孝明   | 大串正樹 佐々木紀 斎藤洋明 和田政宗 |
| 農林水産関係団体委員会             | 加藤寛治   | 鈴木貴子 鈴木憲和 根本幸典 渡辺孝一 上杉謙太郎 佐藤明男 西田昭二 上月良祐 高橋克法 堂故茂 舞立昇治 山田修路 進藤金日子 藤木眞也 宮崎雅夫 |
| 商工・中小企業関係団体委員会       | 今枝宗一郎 | 安藤裕 神田憲次 福田達夫 星野剛士 細田健一 宮崎政久 尾身朝子 加藤鮎子 宮本周司 吉川有美 阿達雅志 青山繁晴 加田裕之 高橋はるみ            |
| 運輸・交通関係団体委員会           | 津島淳     | 工藤彰三 小林鷹之 武井俊輔 冨樫博之 中村裕之 神田裕 木村次郎 繁本護 大野泰正                                                             |
| 情報・通信関係団体委員会           | 大野敬太郎 | 小林史明 村井英樹 高村正大 柘植芳文 徳茂雅之                                                                                             |
| 国土・建設関係団体委員会           | 務台俊介   | 青山周平 井野俊郎 岩田和親 田中英之 武部新 中山展宏 野中厚 簗和生 金子俊平 国光文乃 小寺裕雄 深澤陽一 本田太郎 足立敏之 岩本剛人         |
| 安全保障関係団体委員会             | 古賀友一郎 | 門山宏哲 杉田水脈 北村経夫 長峯誠 三宅伸吾 山田宏                                                                                        |
| 生活安全関係団体委員会             | 八木哲也   | 石川昭政 神山佐市 高野光二郎 森屋宏 |
| NPO・NGO関係団体委員会             | 山田美樹   | 秋本真利 穴見陽一 山田太郎 |

| カテゴリー   | 友好団体（本部推薦） |
| ------------ | --- |
| 法務系       | ・日本行政書士政治連盟・日本司法書士政治連盟・全国土地家屋調査士政治連盟・日本公認会計士政治連盟・全国社会保険労務士政治連盟 |
| 嗜好品系     | ・日本酒造組合連合会・日本蒸留酒酒造組合・ビール酒造組合・日本洋酒酒造組合・全国卸売酒販組合中央会・全国小売酒販政治連盟・全国たばこ販売政治連盟・全国たばこ耕作組合中央会 |
| 教育系       | ・全私学連合会・全日本私立幼稚園連合会・全国専修学校各種学校総連合会・全日本教職員連盟（全日教連）・日本私立中学高等学校連合会・一般社団法人全国教育問題協議会・全国ゴルフ関連団体協議会・私立幼稚園経営者懇談会・全国私立小中高等学校保護者会連合会 |
| 宗教系       | ・神道政治連盟・公益財団法人全日本仏教会・天台宗・高野山真言宗・真言宗智山派・真言宗豊山派・浄土宗・浄土真宗本願寺派・真宗大谷派・臨済宗妙心寺派・曹洞宗・日蓮宗・インナートリップ・イデオローグ・リサーチセンター（霊友会）・崇教真光・立正佼成会・佛所護念会教団・妙智会教団・新生佛教教団・松緑神道大和山・世界平和統一家庭連合 |
| 医療福祉系   | ・日本医師連盟※・日本歯科医師連盟・日本薬剤師連盟・日本看護連盟・日本製薬団体連合会・日本保育推進連盟・日本柔道整復師会・日本歯科技工士連盟・全国介護政治連盟 ※日本医師会の政治団体 |
| 商工系       | ・全国旅館政治連盟・全国飲食業生活衛生同業組合連合会・全日本美容生活衛生同業組合連合会・全国クリーニング業政治連盟・環境保全政治連盟・日本環境保全協会・日本造園組合連合会・全国ビルメンテナンス政治連盟・全国商工政治連盟・全国石油政治連盟・全国LPガス政治連盟・日本商工連盟・全国中小企業政治協会・全国商店街政治連盟・日本調査業協会・全日本ダンス協会連合会 |
| 農林畜水産系 | ・全国農業者農政運動組織協議会※・MOAインターナショナル（世界救世教）・21全国農政推進同志会・日本森林組合連合会・全国林業協会・日本酪農政治連盟・全国畜産政治連盟・全国漁業協同組合連合会・全日本水産会 ※農協の全国団体である全国農業協同組合中央会（全中）の政治団体。 |
| 運輸通信系   | ・日本自動車工業会・日本中古自動車販売協会連合会・日本自動車販売協会連合会・日本自動車整備振興連合会・日本港湾空港建設協会連合会・日本自動車整備振興会連合会・全日本トラック協会・東日本ときわ会宮城県支部※・21テレコム会議※※ ※東日本旅客鉄道仙台支社の職域団体。 ※※東日本電信電話の退職者団体。 |
| 建設系       | ・全国土地改良政治連盟・日本港湾空港建設協会連合会・全国建設業協会・日本建設業連合会・日本土木工業協会・建築業協会・日本建設業経営協会・全国中小建設業協会・日本道路建設業協会・日本橋梁建設協会・建設コンサルタンツ協会・プレストレスト・コンクリート建設業協会・建設産業専門団体連合会・日本鳶工業連合会・日本造園建設業協会・全国建設業産業団体連合会・全国測量設計業協会連合会・全国地質調査業協会連合会・全国さく井協会・建設電気技術協会・日本下水コンポスト協会・全国標識・標示業協会・全国鐵構工業協会・日本建設躯体工事業団体連合会・日本塗装工業会・日本プレハブ駐車場工業会・不動産協会・全国不動産政治連盟・全日本不動産政治連盟・住宅生産団体連合会・全国生コンクリート工業組合連合会 |
| 旧軍関係     | ・日本遺族政治連盟※・軍恩連盟全国協議会・日本傷痍軍人会・日本郷友連盟 ※日本遺族会の政治団体。 |